# فرانسينا بيترز
فرانسينا بيترز هي منافسة ألعاب القوى بلجيكية، ولدت في 23 فبراير 1957.

## وصلات خارجية
- فرانسينا بيترز على موقع الاتحاد الدولي لألعاب القوى (الإنجليزية)
- فرانسينا بيترز على موقع أوليمبيديا (الإنجليزية)